# 胡安·霍亚·博尔哈
胡安·霍亚·博尔哈（西班牙語：Juan Joya Borja，1956年4月5日—2021年4月28日），男，西班牙喜剧演员，艺名（意即「傻笑」）。2007年6月，他曾參加赫苏斯·昆特罗的节目《有色老鼠》，後來這段电视采访於2015年時被做成一系列的網路迷因，隨後走红，並在Twitch上被製作成表情“KEKW”。

## 電影
- 《托倫特警官3：保護者（英语：Torrente 3: El protector）》（2005年）[3]

## 電視劇
- 《El Vagamundo》（2000年–2002年) – 安達盧西亞運河2（英语：Canal 2 Andalucía）[3]
- 《Ratones Coloraos（英语：Ratones Coloraos）》（2002年–2005年） – 運河蘇爾電視台（英语：Canal Sur Televisión）[4]
- 《El loco de la colina》（2006年–2007年） – La 1（英语：La 1 (Spanish TV channel)）[4]
- 《El Gatopardo》（2007年–2012年） – 運河蘇爾電視台（英语：Canal Sur Televisión）[4]